# Бьона
Бьона (фр. Bionaz) — коммуна в Италии, располагается в регионе Валле-д’Аоста.
Население составляет 241 человек (2008 г.), плотность населения составляет 2 чел./км². Занимает площадь 140 км². Почтовый индекс — 11010. Телефонный код — 0165.
Покровительницей коммуны почитается святая Маргарита Антиохийская. Праздник ежегодно празднуется 20 июля.

## Демография
Динамика населения: